# Dengang Danmark lukkede ned
|  | Denne artikel er oprettet af botten Steenthbot ud fra en ekstern database. Den kan derfor have sproglige fejl eller mangler. Denne skabelon kan fjernes efter kontrol af indholdet. |

Dengang Danmark lukkede ned er en dansk dokumentarfilm fra 2020 instrueret af Emil Nørgaard Munk.

## Handling
Da Covid-19 lukkede Danmark ned i starten af 2020, begyndte knap 400 børn og unge at filme deres nye hverdag. Gennem en myriade af stemmer viser filmen unikke børnehistorier og oplevelser. Fra Lærke, der har børnegigt og ikke må komme tilbage i skole sammen sine klassekammerater. Fra Filippa, der ikke må se sin højtelskede, men kræftsyge mormor. Fra Ella, en 12-årig instagrammer, som tyer til de sociale medier for at bearbejde krisen. Fra Alend, der troede, at han nu skulle spille computer hele døgnet, men i stedet er blevet optaget af, hvordan Covid-19 påvirker klimaet. Filmen giver plads til unikke stemmer, men tegner også igennem æstetiske stiliseringer de tanker og følelser, som gik på tværs af Danmarks børn og unge. Det er Danmarkshistorie i børnehøjde.